# Deutsches Meisterschaftsrudern 1967
Das 78. Deutsche Meisterschaftsrudern wurde 1967 in Duisburg ausgetragen. Wie bereits im Vorjahr wurden insgesamt Medaillen in 16 Bootsklassen vergeben. Davon 12 bei den Männern und 4 bei den Frauen.

## Medaillengewinner

### Männer
| Bootsklasse                           | Gold | Silber | Bronze |
| ------------------------------------- | --- | --- | --- |
| Einer                                 | Jochen Meißner (Mannheimer RV Amicitia) | Franz-Josef Schulte-Wermeling (RC Hamm von 1890) | Helmut Juran (Binger RG 1911) |
| Doppelzweier                          | Rgm. RG Speyer 1883 / Frankfurter RG Germania 1869 Dieter Haase Wolfgang Glock | Rgm. Mannheimer RV Amicitia / Deutscher Ruder-Club von 1884 Edgar Heidorn Jochen Meißner | Berliner RC Uwe Froelich Dieter Mewes |
| Zweier ohne Steuermann                | RG Wetzlar 1880 Hans-Johann Färber Udo Brecht | Wormser RC Blau-Weiß von 1883 Oluf Naß Armin Holm | Rgm. Erster Kieler RC / ARV Kiel Ingo Scholz Egon Böttcher |
| Zweier mit Steuermann                 | RV Neptun Konstanz Peter Berger Niko Ott Stefan Armbruster (Stm.) | Mannheimer RV Amicitia Hagen Müller Werner Möhler Hansjörg Reichstein (Stm.) | Hanauer RC Hassia Bernhard Hiesinger Rolf Hartung Rolf Ebeling (Stm.) |
| Vierer ohne Steuermann                | Rgm. Ratzeburger RC / Deutscher Ruder-Club von 1884 / Binger RG 1911 Roland Böse Wolfgang Hottenrott Dirk Schreyer Horst Meyer | Passauer RV von 1874 Heinz Höber Hannsjörg Held Gerd Eckert Josef Himsl | RC Allemannia von 1866 Heinz Lübken Horst Olbrich Jörg Baumöller Bernd Gördes |
| Vierer mit Steuermann                 | Rgm. Bremer RC Hansa / Emder RV Volkhard Buchter Jochen Heck Manfred Weinreich Thomas Hitzbleck Peter Winiarski (Stm.) | Rgm. Wormser RC Blau-Weiß von 1883 / RR TH Darmstadt Peter Stephan Dietrich Besch Joachim Wienstroer Detlef Glätzer Hans-Heinrich Beiersdorf (Stm.) | Passauer RV von 1874 Günther Karl Franz Held Fritz Held Robert Eckbauer Karl Steininger (Stm.)                                                                                                |
| Achter                                | Rgm. Ratzeburger RC / RU Arkona Berlin / Deutscher Ruder-Club von 1884 / RG Wetzlar 1880 / Binger RG 1911 Roland Böse Jörg Siebert Egbert Hirschfelder Wolfgang Hottenrott Ulrich Luhn Rüdiger Henning Dirk Schreyer Horst Meyer Gunther Tiersch (Stm.) | Passauer RV von 1874 Günther Karl Franz Held Robert Eckbauer Josef Himsl Fritz Held Gerd Eckert Hannsjörg Held Heinz Höber Karl Steininger (Stm.) | Mainzer RV von 1878 Jochen Ungerer Bernd Eisenblätter Norbert Kindlmann Heino Zerban Alfred Mosel Friedrich Fischer Claus Zimmer Helmut Martin Walter Kuhl (Stm.)                             |
| Leichtgewichts-Einer                  | Karlheinz Bendlin (Mannheimer RV Amicitia) | Eckart Wieske (Mainzer RV von 1878) | Peter Hinz (Heidelberger RK 1872) |
| Leichtgewichts-Doppelzweier           | Duisburger RV Rüdiger Teichler Dieter Meyer | Hannoverscher RC von 1880 Wolfgang Bassow Joachim Gohde | Limburger CfW Eberhard Dillmann Günther Will |
| Leichtgewichts-Vierer ohne Steuermann | RK am Wannsee Peter Schauer Theo Eberenz Karsten Zill Michael Telschow | Ulmer RC Donau Werner Spies Albert Falschebner Bernd Heim Wolfgang Rupprecht | Rgm. Mülheimer RG / WSV Mülheim / ETuF Essen Rainer Großkopf Detlev Schwechten Karl-Heinz Kirchholtes Heribert Kirchholtes                                                                    |
| Leichtgewichts-Vierer mit Steuermann  | Rgm. Ludwigshafener RV von 1878 / Mannheimer RC von 1875 / Mannheimer RG Rheinau Günther Herbold Gerhard Hasse Heinrich Dicker Jürgen Bernd Kurt Lackhoff (Stm.)                                                                                        | RK am Wannsee Manfred Pietsch Ulli Gebhard Hilmar Sonnenberg Gerd Kattein Ulli Berner (Stm.) | Mannheimer RV Amicitia Karl-Heinz Bendlin Peter Klein Jörg Kruse Siegfried Radandt Christof Behrle (Stm.)                                                                                     |
| Leichtgewichts-Achter                 | Rgm. ARV Westfalen / ETuF Essen Ekkehard Rösler Klaus Weber Horst Stelges Konrad Geißler Detlef Schmidt Rüdiger Münchenhagen Jörg Bredthauer Wilfried Hackmann Michael Blum (Stm.)                                                                      | Rgm. RC Allemannia von 1866 / Der Hamburger und Germania RC / RC Favorite Hammonia / ARV Alania Hamburg Detlev Grauert Michael Bleckwedel Erhard Steffens Hans-Derk Gestermann Jürgen Roschlaub Gerhard Reichert Hendrik Kyrius Peter Voss Werner Damm (Stm.) | Rgm. Mannheimer RV Amicitia / Ulmer RC Donau Albert Falschebner Bernd Heim Wolfgang Rupprecht Werner Spies Karl-Heinz Bendlin Peter Klein Jörg Kruse Siegfried Radandt Christof Behrle (Stm.) |

### Frauen
| Bootsklasse                             | Gold | Silber | Bronze |
| --------------------------------------- | --- | --- | --- |
| Einer                                   | Waltraud Roick (Lübecker Frauen-RG von 1907)                                                                         | Dagmar Gutz (RV Siemens Berlin)                                                                                                 | Ilse Plagemann (RC Dresdenia)                                                                                           |
| Doppelzweier                            | Rgm. Hamburger RC von 1925 / RC Dresdenia Ilse Plagemann Gunda Brunnstein-Biel                                       | Lübecker Frauen-RK Doris Olak Marlene Olrogge                                                                                   | RV Collegia Berlin Charlotte Aschenbach Monika Müller                                                                   |
| Doppelvierer mit Steuerfrau             | Rgm. IfL der Uni Kiel / RG Germania Kiel Gisela Tichatschke Heike Witt Bärbel Seddig Ilse Lebert Ulrike Wiede (Stf.) | Rgm. Hamburger RC von 1925 / RC Dresdenia Gunda Brunnstein-Biel Ilse Plagemann Bothilde Janssen Ursula Tricke Ursel Düse (Stf.) | Rgm. Lübecker Frauen-RK / RV Siemens Berlin Edeltraud Joost Doris Olak Marlene Olrogge Dagmar Gutz Renate Grünke (Stf.) |
| Doppelvierer Stilrundern mit Steuerfrau | Tübinger RV Fidelia Hannelore Heim Margarete Heim Inge Strohecker Sigrun Schober Dagmar Rochow (Stf.)                | Ulmer RC Donau Ute Steinle Gudrun Vetter Eva-Maria Maier-Heuser Gisela Steinle Ingrid Steinle (Stf.)                            | RC Leer Marga Pommer Lisa Zylmann Eva Heikamp Helga Becker Karin Giesel (Stf.)                                          |